# Lourenzá
Lourenzá – gmina w Hiszpanii, w prowincji Lugo, w Galicji, o powierzchni 62,64 km². W 2011 roku gmina liczyła 2399 mieszkańców. miasto w Hiszpanii we wspólnocie autonomicznej Galicja w prowincji Lugo. Przez miejscowość przepływa rzeka Masma.